# Melieria ochricornis
Melieria ochricornis är en tvåvingeart som först beskrevs av Friedrich Hermann Loew 1873.  Melieria ochricornis ingår i släktet Melieria och familjen fläckflugor. Inga underarter finns listade i Catalogue of Life.